# Herślowa Polana

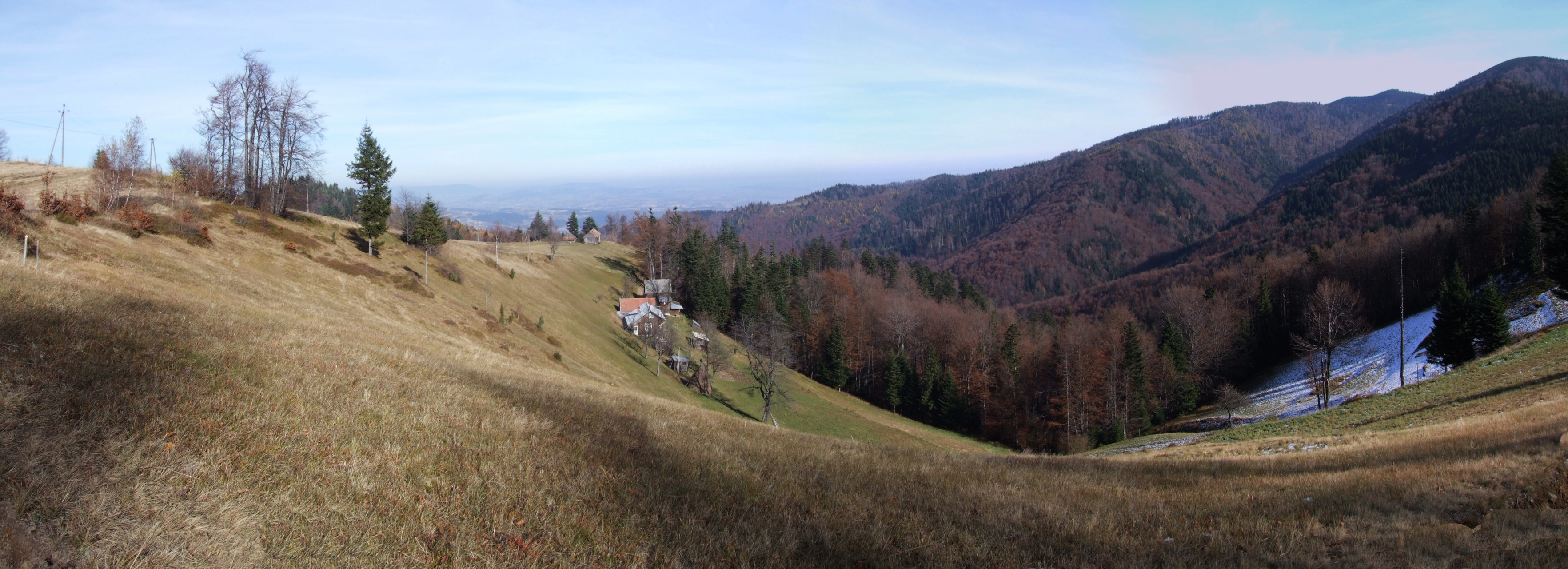
Herślowa Polana i widok na Jasiennik, dolinę Majdańskiego Potoku i Skałkę

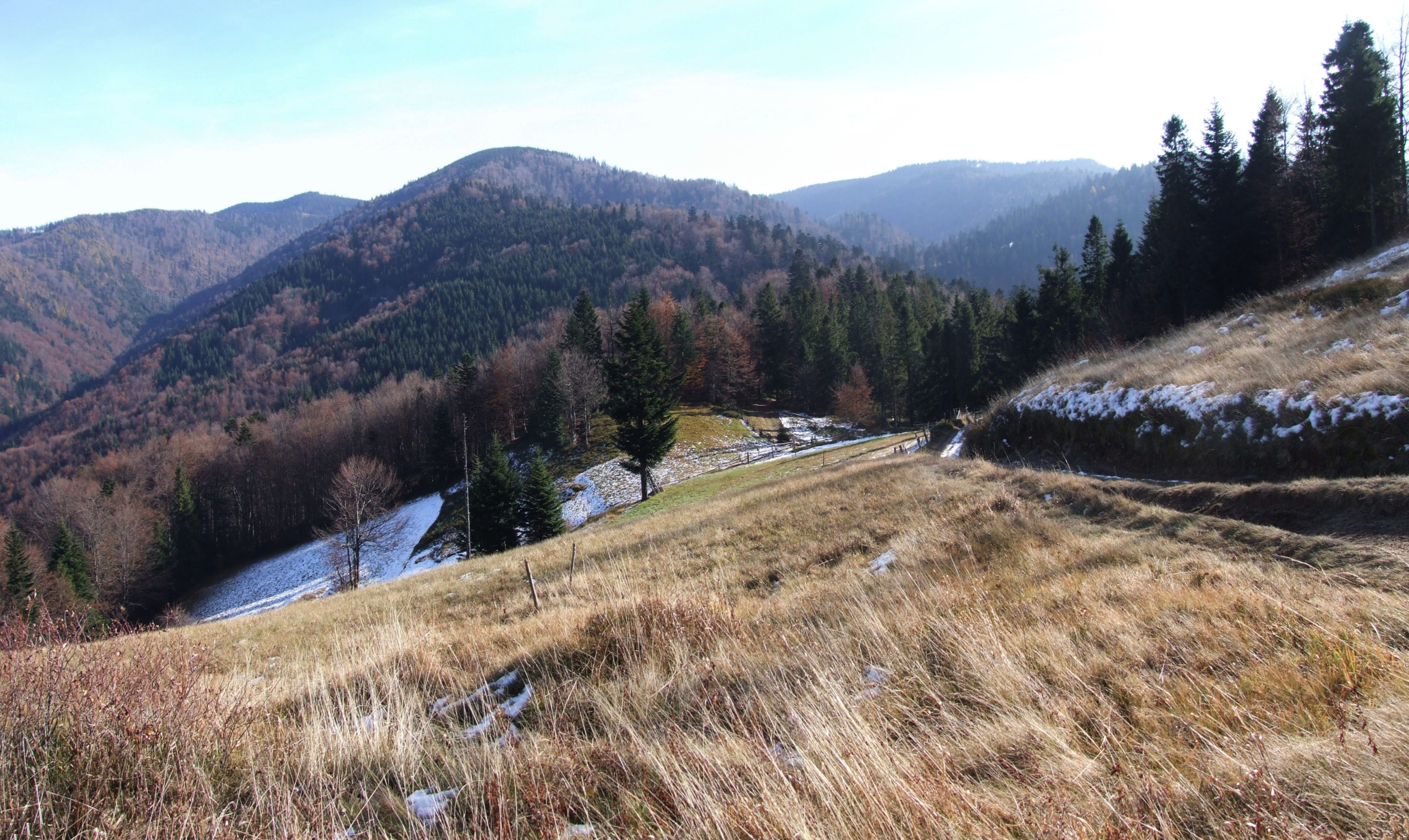
Herślowa Polana i widok na Skałkę i Jasiennik

Herślowa Polana – polana w Paśmie Radziejowej w Beskidzie Sądeckim. Znajduje się na północnych i wschodnich, opadających do potoku Majdan stokach Rokity (898 m n.p.m.). oraz grzbiecie odchodzącym od Rokity w kierunku Skałki. Administracyjnie polana należy do Obidzy (przysiółek Bukowina) w województwie małopolskim, w powiecie nowosądeckim, w gminie Łąckoi. W 2010 znajdowały się na niej jeszcze 3 zamieszkałe gospodarstwa. Od doliny Majdańskiego Potoku prowadzi górnym obrzeżem polany na grzbiet Rokity gruntowa, ciężka do przejazdu droga.
Herślowa Polana była dawniej intensywnie użytkowana rolniczo, po 1980 coraz mniej, z powodu ekonomicznej nieopłacalności rolnictwa w tych warunkach. Roztaczają się z niej szerokie widoki. Szczególnie dobrze widać stąd pobliski północny grzbiet Skałki i dolinę Majdańskiego Potoku. Przez polanę i jej obrzeża prowadzą 2 szlaki turystyczne.

## Szlaki turystyczne
– Główny Szlak Beskidzki im. Kazimierza Sosnowskiego.
 – gminny szlak turystyczny z Obidzy-Zarębki PKS przez Bucznik, Rokitę i Kubę na Przysłop. 1:45 h